# Kilmichael
Kilmichael és una població dels Estats Units a l'estat de Mississipi. Segons el cens del 2000 tenia 830 habitants.

## Demografia
Segons el cens del 2000, Kilmichael tenia 830 habitants, 314 habitatges, i 233 famílies. La densitat de població era de 115,3 habitants per km².
Dels 314 habitatges en un 30,6% hi vivien nens de menys de 18 anys, en un 46,5% hi vivien parelles casades, en un 23,9% dones solteres, i en un 25,5% no eren unitats familiars. En el 23,9% dels habitatges hi vivien persones soles el 13,7% de les quals corresponia a persones de 65 anys o més que vivien soles. El nombre mitjà de persones vivint en cada habitatge era de 2,62 i el nombre mitjà de persones que vivien en cada família era de 3,09.
Per edats la població es repartia de la següent manera: un 26,6% tenia menys de 18 anys, un 8,7% entre 18 i 24, un 24,5% entre 25 i 44, un 23% de 45 a 60 i un 17,2% 65 anys o més.
L'edat mediana era de 37 anys. Per cada 100 dones de 18 o més anys hi havia 73 homes.
La renda mediana per habitatge era de 24.712 $ i la renda mediana per família de 30.909 $. Els homes tenien una renda mediana de 25.192 $ mentre que les dones 18.281 $. La renda per capita de la població era de 12.457 $. Entorn del 24,8% de les famílies i el 25,3% de la població estaven per davall del llindar de pobresa.

## Poblacions més properes
El següent diagrama mostra les poblacions més properes.